# Ватаманюк, Ярослав Петрович
Яросла́в Петро́вич Ватаманю́к (укр. Ярослав Петрович Ватаманюк; 25 мая 1963, Вербица, Львовская область УССР) — украинский футболист, защитник, позже тренер.

## Биография
Первый матч за «Прикарпатье» сыграл 16 апреля 1985 года против клуба СКА (Одесса), последний 16 июня 2000 года против кировоградской «Звезды». Является абсолютным рекордсменом клуба по сыгранным матчам. Всего за 15 сезонов за клуб из Ивано-Франковска Ярослав Ватаманюк провел более 530 игр, из них 139 в Высшей лиге с капитанской повязкой (является 4-м результатом на Украине).
Единственную игру за сборную Украины сыграл 27 июня 1992 года на стадионе «Ратгерс Стэдиум» против сборной США. Вышел на поле на 81-й минуте матча, заменив Юрия Мороза.
По состоянию на начало 2009 года занимал должность тренера в футбольном клубе «Прикарпатье».